# Тойказан

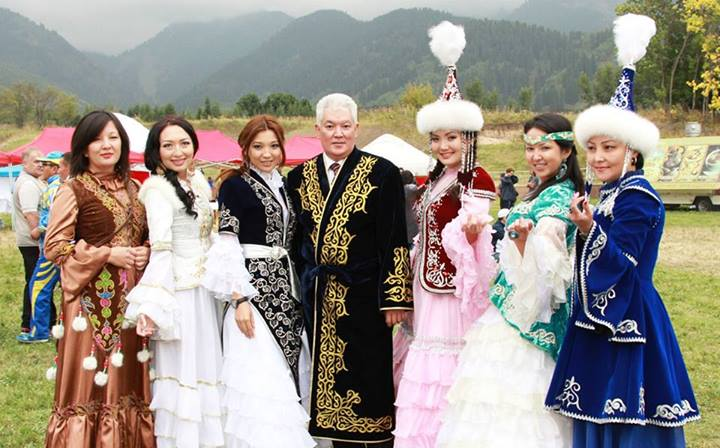
Конкурс національних костюмів

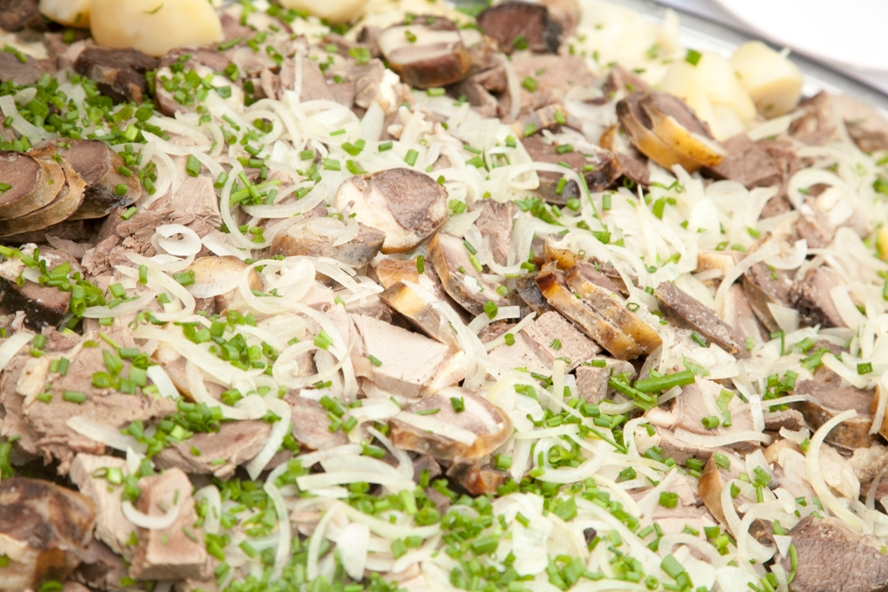
Бешбармак

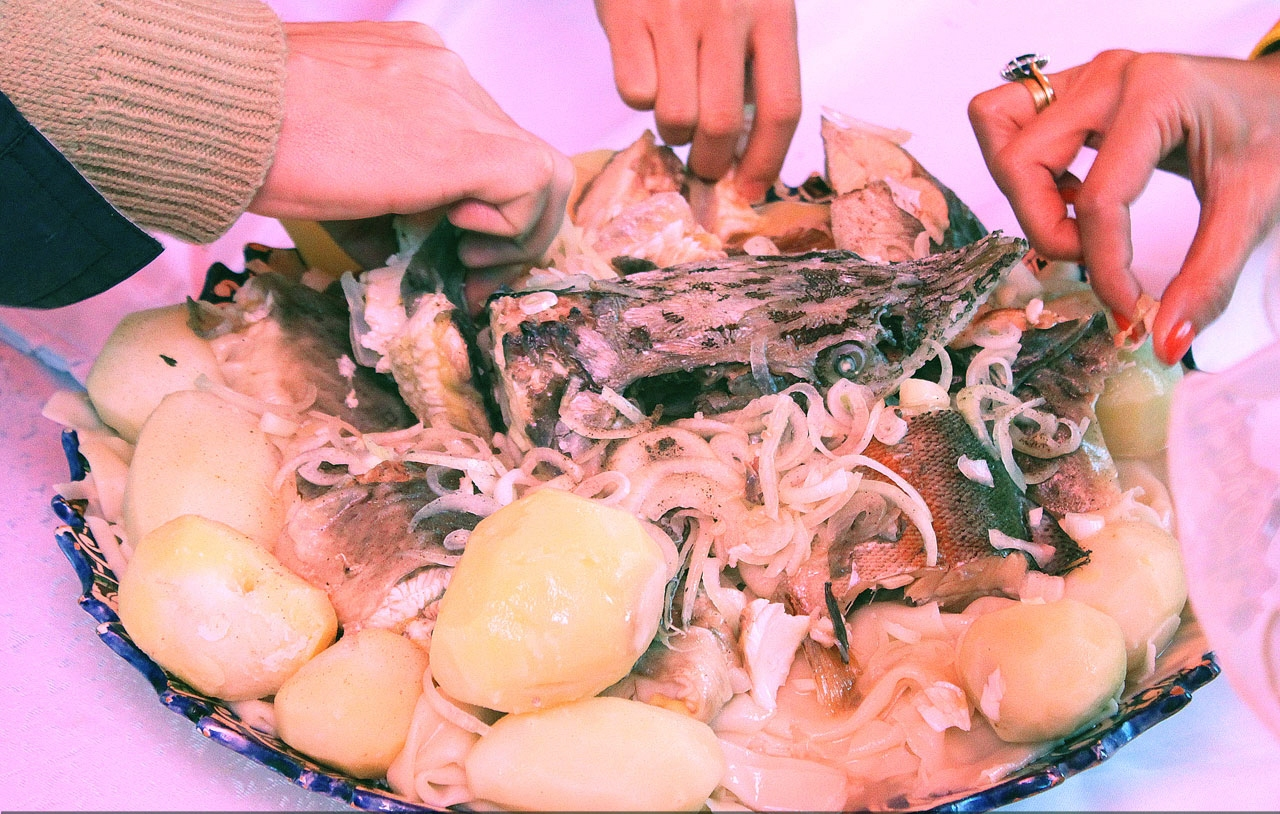
Бешбармак з осетрини, поширений у Західному Казахстані

Фестиваль національної кухні народу Казахстану «Тойказан», щорічно проходить в Алматинській області. На фестивалі проводяться конкурси з приготування найкращих страв казахстанської кухні. Це бешбармак, баурсак, куурдак та інші страви, які увійшли в казахську і казахстанську кухню. Фестиваль збирає декілька тисяч гостей щороку. Символом фестивалю є казан, біля якого відбуваються свята в Казахстані. Казан виступає символом дружби. А слово Тойказан — означає святковий казан. Основними конкурсами фестивалю є: приготування найкращого баурсака, найкращого бешбармака та куурдака, кінно-спортивні ігри, конкурси серед блогерів, побудова юрти та інші. До традиційної казахстанської кухні сьогодні входять не лише казахські страви, але й страви народів Казахстану. Сьогодні це борщ, самса, плов, манти й інші страви.
Вся арена фестивалю складається з імпровізованого казахського аулу, де сектора поділені на тематичні майданчики. «Аул майстрів» — один з майданчиків фестивалю, де зібрані майстри, ремісники, ткачі, гончарі та інші фахівці, які займаються виготовленням національних виробів та сувенірів. Відкрита майстерня — це інтерактивне поле, де кожен може взяти участь у виготовленні будь-якого сувеніра або виробу. На фестивалі влаштовується конкурс серед кухарів та ресторанів з приготування найкращого бешбармака.
У 2014 році на фестивалі «Тойказан» приготували рекордну кількість баурсаку, 900 кг.
Також, на фестивалі «Тойказан» проводиться конкурс на найкращі національні костюми. Серед костюмів представлені як казахські, так і російські, узбецькі й інші національні костюми.